# Sibutramine
Sibutramine is een geneesmiddel voor de behandeling van obesitas en overgewicht. Het middel werkt in op de hersenen en zorgt dat de behandelde persoon eerder een gevoel van verzadiging krijgt.
Ook beïnvloedt dit middel de verbranding tijdens de stofwisseling. Tijdens het afvallen wordt de verbranding verhoogd, waardoor de patiënt over meer energie beschikt.
In Nederland was sibutramine verkrijgbaar onder de merknaam Reductil. De handelsvergunning voor sibutramine is evenwel binnen de Europese Unie sinds augustus 2010 geschorst vanwege het risico op ernstige bijwerkingen. De beslissing is gebaseerd op resultaten van het gerandomiseerd, dubbelblind en placebo-gecontroleerde Sibutramine Cardiovascular OUTcomes (SCOUT) onderzoek. Patiënten behandeld met sibutramine hadden een 16% hoger risico op ernstige cardiovasculaire bijwerkingen in vergelijking met patiënten die het placebo toegediend kregen.
Het zes jaar durende SCOUT-onderzoek, waaraan circa 10.000 patiënten deelnamen, is uitgevoerd op verzoek van de Europese regelgevende instanties als postmarketing-toezegging om de cardiovasculaire veiligheid bij hoogrisicopatiënten te beoordelen. Volgens de fabrikant had het merendeel van deze patiënten reeds een cardiovasculaire ziekte en kwam op grond van de huidige etiket- en productinformatie niet in aanmerking voor sibutramine.

## Dopinggevallen
Op 4 september 2007 werd bekend dat wielrenner Lorenzo Bernucci in de Ronde van Duitsland betrapt was op het gebruik van sibutramine. Ook de Roemeense voetballer Adrian Mutu werd positief getest op het gebruik van sibutramine, dit gebeurde na de wedstrijd tegen Bari op 10 januari 2010 en 10 dagen later tegen Lazio Roma.